# Повърхностно напрежение
Повърхностното напрежение е термодинамична характеристика, проявяваща се в граничния слой, разделящ две фази в контакт. В частния случай на повърхността, разделяща течност и газ, повърхностното напрежение може да се дефинира като силата, действаща на единица дължина от контура на повърхността, която се стреми да намали тази повърхност до минимум при дадения обем на течната фаза. Друго негово определение е енергията, необходима да се образува единица площ от междуфазовата повърхност. Системните единици, в които се измерва, са J/m2 и N/m (на практика mN/m). Дължи се на по-високата, некомпенсирана енергия на взаимодействие на молекулите на повърхността на всяка течност с обкръжението им, в сравнение с молекулите в обема на течността. Най-лесно измерима е стойността му на границата течност – газ и течност – течност (в този случай наричано междуфазово напрежение) – с пластинка на Вилхелми, метод на висящата капка, метод на максималното налягане в мехурчето и др.
Повърхностното напрежение създава условия повърхностният слой да се държи като еластичен, разтеглив лист и позволява например насекоми или малки метални предмети (като дребни монети или кламери) да се задържат на повърхността на водата. То е причина за образуването на пяна, образуването и стабилизацията на емулсиите. Мокренето и немокренето на повърхностите също са свързани с повърхностното напрежение. От всички течности водата има най-високо (след това на живака) повърхностно напрежение (приблизително 72,7 mN/m). То е характеристика, зависима от температурата – с повишаването ѝ повърхностното напрежение намалява.
Междуфазовото напрежение зависи от редица фактори:
- Природа на двете фази (за вода/въздух σ = 72 mN/m; вода/хексадекан σ = 50 mN/m за температура 293 К).
- Температура (с повишаването ѝ σ намалява).
- Концентрация и тип на повърхностно активни вещества.
- Концентрация и тип на електролит.

- Монета, лежаща на повърхността на водата поради силите повърхностно напрежение
- Водни насекоми
- Капки роса върху трева